# 三菱重工長崎硬式野球部
三菱重工長崎硬式野球部（みつびしじゅうこうながさきこうしきやきゅうぶ）は、長崎県長崎市に本拠地を置き、日本野球連盟に加盟していた社会人野球の企業チームである。2017年から活動休止中。
運営母体は、三菱重工業。三菱重工業が母体の硬式野球部では、1917年に創部した当チームが一番長い歴史を有していた。

## 概要
1917年、三菱造船の長崎造船所を拠点に『三菱造船長崎硬式野球部』として創部。その後、本社の改称などに伴うチーム名の改称が数回あり、1964年から『三菱重工長崎硬式野球部』として活動。
社会人野球の九州地区においては、新日本製鐵八幡（旧：八幡製鐵）やJR九州（旧：門司鉄道局）や日鉄二瀬などが長年強豪チームとして君臨し、さらに電電九州などの台頭もあり、長年全国大会への出場にまで至らなかった。
本格的なチーム補強が実り、1975年に念願の都市対抗野球に初出場を果たした。1984年には、日本選手権に初出場を果たしている。
1991年の都市対抗野球では、小島啓民・林修治・牧瀬寅男らの活躍で決勝に進出するが、東芝に敗れ準優勝に終わった。チームとして小野賞、小島が久慈賞を受賞した。1999年の都市対抗野球では、内薗直樹・貝塚政秀・伊藤大輔・竹下慎太郎（大分硬式野球倶楽部から補強）らの活躍で8年ぶりに決勝に進出する。しかし、再び東芝に敗れ準優勝に終わった。伊藤が久慈賞を受賞した。
2000年は、投手陣で入社2年目の杉内俊哉が台頭し、打線も好調で圧倒的な力で都市対抗九州予選を突破。竹下慎太郎（大分硬式野球倶楽部）・帆足和幸（九州三菱自動車）らを補強し、万全の態勢で都市対抗野球に臨むが、準々決勝で優勝チームの三菱自動車川崎に逆転負けを喫した。
2001年は、都市対抗野球では2回戦で優勝した河合楽器に敗退。しかし、九州第1代表で出場した日本選手権では、社会人野球の金属バット使用が最後の大会で打線が爆発。2回戦の松山フェニックス戦では1試合チーム最多得点となる23点をたたき出し、決勝では都市対抗野球で2度優勝を阻まれていた東芝に快勝し、悲願の全国制覇を達成した。MVPはエース右腕の後藤隆之、首位打者賞は開田博勝、打撃賞は村上竜太郎が受賞。万全ではなかった杉内も最後には好投し、大きな手土産を作ってプロ入りしていった。
野球教室の開催など、地域密着の野球チームを目指す活動も行っており、2005年にチームの公式サイトを開設、2006年にユニフォームのロゴも"JUKO"から"Nagasaki"へ変更された（"JUKO"の文字は"Nagasaki"の文字の上に残されている）。
2016年、シーズン終了をもって三菱日立パワーシステムズ横浜（旧：三菱重工横浜）と統合され、『三菱日立パワーシステムズ』として神奈川県横浜市を拠点に活動することが決定した。同年は、都市対抗野球への出場は逃したが、日本選手権に出場し1回戦で敗退。その後、長崎市での活動休止が正式に発表された。

## 設立・沿革
- 1917年 - 『三菱造船長崎』として創部
- 1934年 - 本社改称に伴い、チーム名を『三菱重工長崎』に改称。
- 1950年 - 本社改称に伴い、チーム名を『西日本重工業長崎』に改称。
- 1952年 - 本社改称に伴い、チーム名を『三菱造船長崎』に改称。
- 1964年 - 本社改称に伴い、チーム名を『三菱重工長崎』に改称。
- 1966年 - 産業対抗野球に初出場（1回戦敗退）。
- 1975年 - 都市対抗野球に初出場（1回戦敗退）。
- 1984年 - 日本選手権に初出場（2回戦敗退）。
- 1991年 - 都市対抗野球で準優勝。
- 1999年 - 都市対抗野球で準優勝。
- 2001年 - 日本選手権で初優勝。
- 2016年 - シーズン終了をもって活動休止。三菱日立パワーシステムズ横浜と統合。

## 練習場
- 三菱重工業長崎造船所スポーツセンター野球場（通称・三菱球場） - 長崎県長崎市稲佐町1番地
  - ラグビー部やマラソン部と共用しており、野球部専用の野球場ではない。

## 主要大会の出場歴・最高成績
- 都市対抗野球大会：出場17回、準優勝2回（1991、1999年）
- 社会人野球日本選手権大会：出場11回、優勝1回（2001年）
- JABA九州大会：優勝4回（1993、1994、2005、2010年）
- JABA岡山大会：優勝1回（2005年）
- JABA高砂市長杯争奪大会：優勝1回（1992年）

## 主な出身プロ野球選手
- 山本公士（外野手） - 1963年に阪急ブレーブスに入団
- 猿渡寛茂（内野手） - 1969年ドラフト5位で東映フライヤーズに入団
- 矢野俊一（内野手） - 1972年ドラフト5位で大洋ホエールズに入団
- 御手洗久文（内野手） - 1981年ドラフト外で近鉄バファローズに入団
- 本西厚博（内野手） - 1985年ドラフト4位で阪急ブレーブスから指名を受け、翌1986年シーズン終了後に入団
- 松永幸男（投手） - 1989年ドラフト3位で中日ドラゴンズに入団
- 本東洋（投手） - 1991年ドラフト3位でオリックス・ブルーウェーブに入団
- 吉元伸二（外野手） - 1994年ドラフト4位でヤクルトスワローズに入団
- 篠原貴行（投手） - 1997年ドラフト2位（逆指名）で福岡ダイエーホークスに入団
- 内薗直樹（投手） - 1999年ドラフト4位で読売ジャイアンツに入団
- 貝塚政秀（捕手） - 1999年ドラフト5位で西武ライオンズに入団
- 杉内俊哉（投手） - 2001年ドラフト3位で福岡ダイエーホークスに入団
- 松永浩典（投手） - 2005年ドラフト希望入団枠で西武ライオンズに入団
- 河田寿司（捕手） - 2005年大学生・社会人ドラフト4位で東北楽天ゴールデンイーグルスに入団
- 奥村政稔（投手） - 統合に伴い三菱日立パワーシステムズに移籍し、2018年ドラフト7位で福岡ソフトバンクホークスに入団

## 元プロ野球選手の在籍選手
- 野原将志（元：阪神タイガース） - 内野手（2014年 - 2016年）
- 加治前竜一（元：読売ジャイアンツ） - 外野手（2015年 - 2016年）→チームの統合に伴い、三菱日立パワーシステムズに移籍
- 岸敬祐（元：読売ジャイアンツ、千葉ロッテマリーンズ） - 投手（2015年 - 2016年）

## かつて在籍していた主な選手・監督・コーチ
- 大久保哲也（捕手） - 選手・コーチとして在籍。2002年秋より九州産業大学監督、2019年から大学野球日本代表監督。
- 小島啓民（内野手） - 選手・監督として在籍。バルセロナオリンピック日本代表。
- 後藤隆之（投手） - 選手・コーチ・監督として在籍。2001年の日本選手権でMVPを受賞。
- 開田博勝（外野手） - 選手・監督として在籍。2001年の日本選手権で首位打者賞を受賞。オリックス・ブルーウェーブからの2000年ドラフト5位指名を拒否し残留[4]。
- 村上和幸（内野手） - 選手・コーチとして在籍。
- 村上竜太郎（外野手） - 選手・コーチとして在籍。2001年の日本選手権で打撃賞を受賞。